# Soosan Firooz
Soosan Firooz (auch Susan Feroz, * 1989 in Afghanistan) ist eine afghanische Schauspielerin und Rapperin. Sie ist die erste Rapperin Afghanistans. Sie stellt die gesellschaftlichen Normen und die traditionelle Rolle afghanischer Frauen in Frage.

## Biographie
Firooz wurde in Afghanistan geboren. Ihre Familie floh aus dem Land und lebte während des afghanischen Bürgerkriegs sieben Jahre lang in einem iranischen Flüchtlingslager. Im Iran wurde sie von Iranern angefeindet und konnte aufgrund bürokratischer Verstrickungen nicht regelmäßig zur Schule gehen. Ihre Familie verbrachte dann drei Jahre als Flüchtlinge in Pakistan.
Nach dem Fall der Taliban kehrte die Familie Firooz nach Afghanistan zurück. Sie zogen 2003 nach Kandahar, wo ihr Vater eine Arbeit gefunden hatte. Firooz arbeitete mit ihren Geschwistern und webte Teppiche. Die Familie zog 2011 nach Kabul, wo sie als Schauspielerin kleine Rollen in lokalen Fernsehseifenopern und -filmen übernahm.
Firooz bat ihren Vater, Abdul Ghafar Firooz, um Erlaubnis zu rappen. Sie wurde auf den afghanischen Musiker Farid Rastagar aufmerksam, der sie gefördert und ihre erste Single komponiert hat. Firooz rappt auf Dari. Ihre erste Single Our Neighbors erschien im Jahr 2012. Das Lied spiegelt die Notlage afghanischer Flüchtlinge wider. Ihr Lied "Naqisul Aql" bedeutet "geistig gestört" und ist ein Ausdruck, der gegen Frauen in Afghanistan verwendet wird.
Firooz lebt mit ihrer Familie in Nordkabul. Sie wurde mit Säureangriffen, Entführung und dem Tod bedroht. Ihre Mutter, die Sozialarbeit in Südafghanistan leistet, wurde ebenfalls mit dem Tod bedroht. Ihr Vater gab seine Arbeit auf und fungiert als ihr Manager und Leibwächter, der sie in die Studios begleitet. Ihr Onkel unterbrach die Beziehung zu ihrer Familie, weil er es missbilligte, dass Firooz singend im Fernsehen auftrat.
Firooz trat im Oktober 2012 bei einem dreitägigen Musikfestival in Kabul auf.